# Ольджикан
Ольджикан — река в районе имени Полины Осипенко Хабаровского края, правый приток Амгуни. Длина — 118 км, площадь водосборного бассейна — 2180 км².
Река вытекает из Чукчагирского озера в районе им. Полины Осипенко на высоте 69 м над уровнем моря и почти сразу же разделяется на множество проток. В верховьях течёт преимущественно на север по сильно заболоченной местности. Активно меандрирует. Ближе к устью все протоки сливаются в одну реку, русло расширяется до 25 м при глубине 1 м, на берегах — заболоченное редколесье тайги. Основное направление реки меняется на северо-восточное. Сделав несколько изгибов, впадает в Амгунь по правому берегу на абсолютной отметке 58 м над уровнем моря, в 277 км от устья Амгуни, ниже впадения Нимелена. Скорость течения в низовьях — 0,6 м/с.
Основной приток — река Кокольни длиной 64 км (правый).

## Данные водного реестра
По данным государственного водного реестра России и геоинформационной системы водохозяйственного районирования территории РФ, подготовленной Федеральным агентством водных ресурсов:
- Бассейновый округ — Амурский
- Речной бассейн — Амур
- Речной подбассейн — Амгунь
- Водохозяйственный участок — Амгунь
- Код водного объекта — 20030800112118100085816